# Kolbermoor

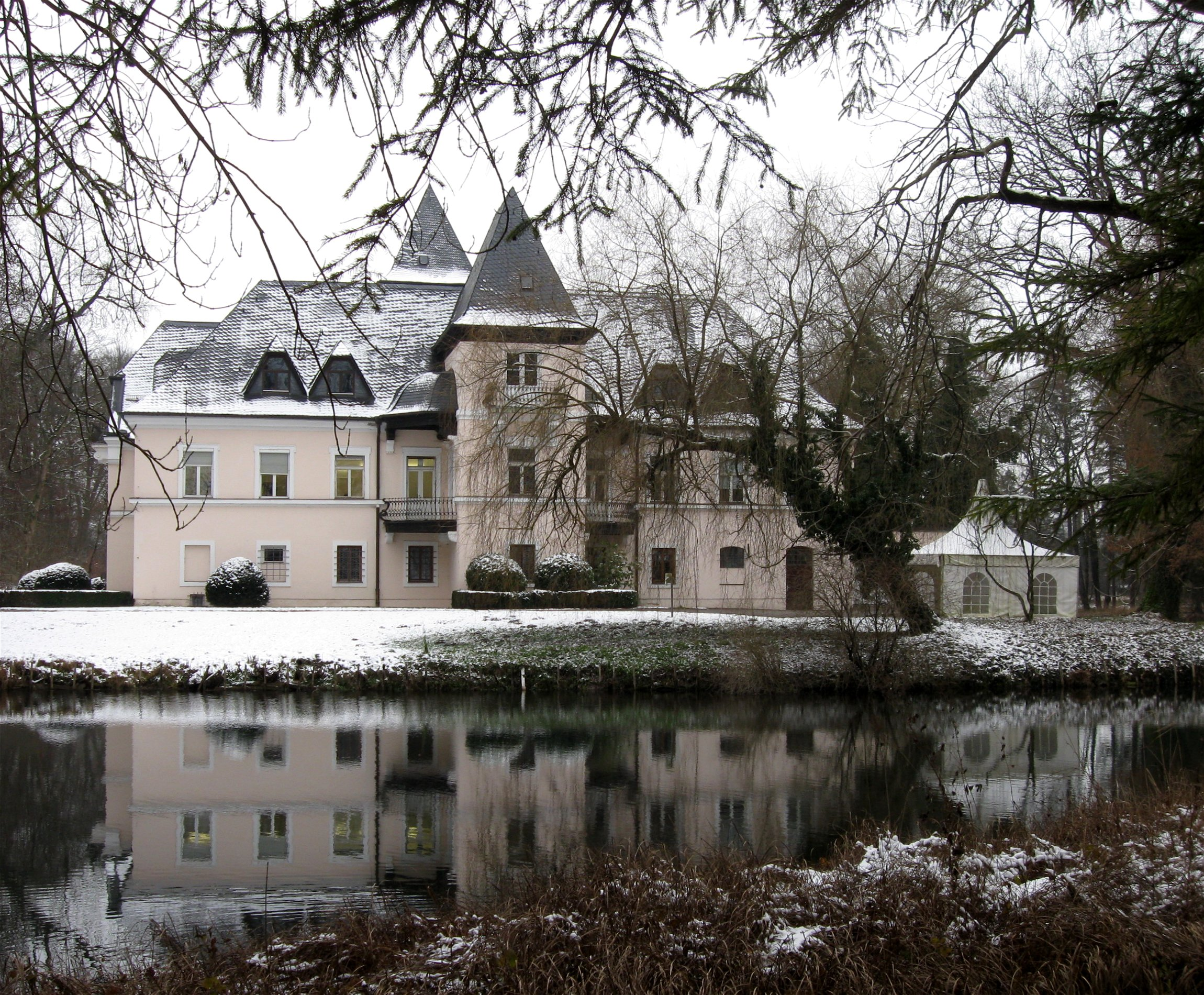
O castelo de Pullach em Kolbermoor

Kolbermoor é uma cidade alemã no distrito de Rosenheim na Baviera. A primeira menção histórico foi em 1859 e a fundação como cidade independente foi em 1963.
Fica a meio caminho entre Rosenheim e Bad Aibling, atravessada pelo Rio Mangfall. Em 2013 contava com uma de população de 18.065 habitantes. Em 2003 celebrou o seu 140º aniversário e deve a sua origem à abundância de água ao rio Mangfall e as turfeiras na vizinhança.
Em 15 de setembro de 1859 foi inaugurado a paragem na linha ferroviária Kolbermoor - Rosenheim. Um ano mais tarde, o engenheiro Theodor Hassler fundou uma fábrica de algodão, que foi desde subsequente o centro da cidade.

## Bairros
- Aiblinger Au
- Kolbermoor
- Lohholz
- Mitterhart
- Oberhart
- Pullach
- Schlarbhofen

Os dois futebolistas Paul Breitner e Bastian Schweinsteiger nasceram em Kolbermoor.